# 戲棚文化
戲棚文化（The Culture of Bamboo Theatre）是指人民在戲棚下的活動。
五六十年代的香港經濟剛起步，市民見搭棚做戲便會很開心，因為是當時一個老少咸宜的娛樂，儘管做戲的背後原因是榮神益鬼，但由於眾樂樂，故後被雅稱作神人同樂。由於戲棚是臨時搭建，所以市民一般會較無拘無束，是以隨地吐痰不是怪事。俗語有云︰「文化搭台，經貿唱戲」，是以有搭棚做戲的，便會有售賣啄啄糖、香口膠、水浸馬蹄、咸酸華南李、酸薑、酸蘿蔔等，好不熱鬧！棚下當然少不了談論東家長，李家短的閒話。而最好玩的，莫過於拆棚時，小孩子爭相跑到棚下，目的是執零錢。原因是小販販賣，很易掉下零錢並滾到棚下，而這正是小孩拾取的零錢。

## 延伸閱讀
- 香港戲曲通訊-第二十二期[永久]